# Канізі
Канізі́ (фр. Canisy) — муніципалітет у Франції, у регіоні Нормандія, департамент Манш. Населення — 1734 особи (01.01.2021).
Муніципалітет розташований на відстані близько 260 км на захід від Парижа, 60 км на захід від Кана, 8 км на південний захід від Сен-Ло.

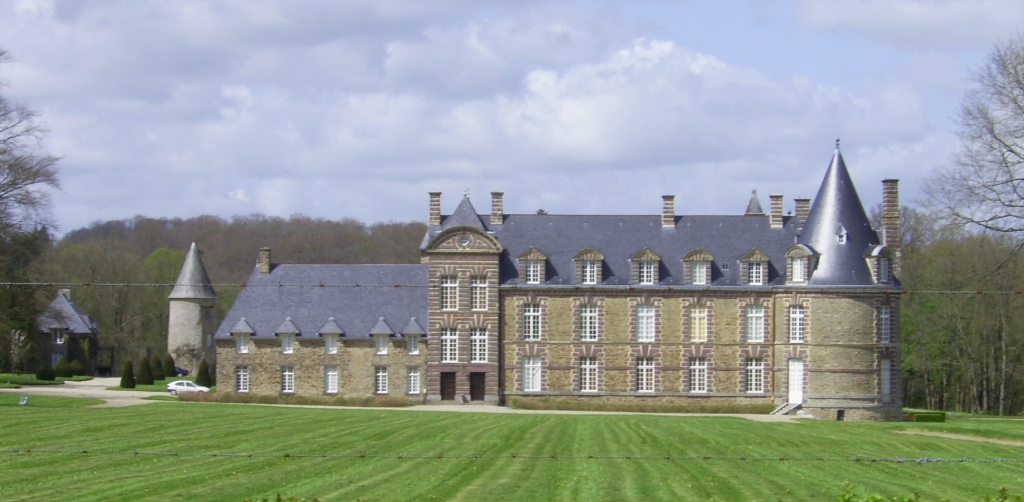

## Історія
До 2015 року муніципалітет перебував у складі регіону Нижня Нормандія. Від 1 січня 2016 року належить до нового об'єднаного регіону Нормандія.
1 січня 2017 року до Канізі приєднали колишній муніципалітет Сент-Ебремон-де-Бонфоссе.

## Демографія
Динаміка населення (EHESS і Insee ):
Розподіл населення за віком та статтю (2006):
| Стать | Всього | До 15 років | 15-24 | 25-44 | 45-64 | 65-85 | Понад 85 |
| --- | ------ | ----------- | ----- | ----- | ----- | ----- | -------- |
| Чоловіки | 493    | 131         | 49    | 127   | 97    | 69    | 20       |
| Жінки | 512    | 90          | 41    | 130   | 112   | 107   | 32       |
| \| Статево-вікова піраміда \| Статево-вікова піраміда \| Статево-вікова піраміда \| \| ----------------------- \| ----------------------- \| ----------------------- \| \| Чоловіки \| Вік \| Жінки \| \| 20 \| 85 + \| 32 \| \| 8 \| 80-84 \| 29 \| \| 16 \| 75-79 \| 16 \| \| 20 \| 70-74 \| 37 \| \| 25 \| 65-69 \| 25 \| \| 12 \| 60-64 \| 25 \| \| 20 \| 55-59 \| 25 \| \| 16 \| 50-54 \| 37 \| \| 49 \| 45-49 \| 25 \| \| 49 \| 40-44 \| 41 \| \| 25 \| 35-39 \| 49 \| \| 37 \| 30-34 \| 20 \| \| 16 \| 25-29 \| 20 \| \| 12 \| 20-24 \| 25 \| \| 37 \| 15-20 \| 16 \| \| 37 \| 10-14 \| 41 \| \| 37 \| 5-9 \| 33 \| \| 57 \| 0-4 \| 16 \| |        |             |       |       |       |       |          |
| Статево-вікова піраміда |        |             |       |       |       |       |          |
| Чоловіки | Вік    | Жінки       |       |       |       |       |          |
| 20 | 85 +   | 32          |       |       |       |       |          |
| 8 | 80-84  | 29          |       |       |       |       |          |
| 16 | 75-79  | 16          |       |       |       |       |          |
| 20 | 70-74  | 37          |       |       |       |       |          |
| 25 | 65-69  | 25          |       |       |       |       |          |
| 12 | 60-64  | 25          |       |       |       |       |          |
| 20 | 55-59  | 25          |       |       |       |       |          |
| 16 | 50-54  | 37          |       |       |       |       |          |
| 49 | 45-49  | 25          |       |       |       |       |          |
| 49 | 40-44  | 41          |       |       |       |       |          |
| 25 | 35-39  | 49          |       |       |       |       |          |
| 37 | 30-34  | 20          |       |       |       |       |          |
| 16 | 25-29  | 20          |       |       |       |       |          |
| 12 | 20-24  | 25          |       |       |       |       |          |
| 37 | 15-20  | 16          |       |       |       |       |          |
| 37 | 10-14  | 41          |       |       |       |       |          |
| 37 | 5-9    | 33          |       |       |       |       |          |
| 57 | 0-4    | 16          |       |       |       |       |          |

## Економіка
2010 року серед 610 осіб працездатного віку (15—64 років) 450 були активними, 160 — неактивними (показник активності 73,8%, у 1999 році було 73,7%). З 450 активних мешканців працювало 414 осіб (211 чоловіків та 203 жінки), безробітними було 36 (20 чоловіків та 16 жінок). Серед 160 неактивних 36 осіб було учнями чи студентами, 88 — пенсіонерами, 36 були неактивними з інших причин.

У 2010 році в муніципалітеті числилось 428 оподаткованих домогосподарств, у яких проживали 1039,0 особи, медіана доходів виносила 18 031,5 євро на одного особоспоживача